# Cabera candidaria
Cabera candidaria är en fjärilsart som beskrevs av John Henry Leech 1897. Cabera candidaria ingår i släktet Cabera och familjen mätare. Inga underarter finns listade i Catalogue of Life.